# Agapit (Nouveau-Brunswick)
Pour les articles homonymes, voir Agapit.
Agapit est un ancien village canadien situé dans le comté de Gloucester, au nord-est du Nouveau-Brunswick. Il avait un bureau de poste de 1912 à 1933. Il était compris dans la paroisse de New Bandon.